# Pirata proximus
Pirata proximus là một loài nhện trong họ Lycosidae.
Loài này thuộc chi Pirata. Pirata proximus được Octavius Pickard-Cambridge miêu tả năm 1876.